# Под лупа
Под лупа е обзорно-публицистично предаване на Телевизия Европа. В предаването се коментарат и анализират важни теми от деня, както за България, така и за света. Предаването включва прогнози на водещи икономисти, дискусии с политици и срещи с най-интересните лица от културата. Водещи на предаването са Николай Лефеджиев и Ганиела Ангелова.

## История
Предаването е приемник на първото публицистично предаване на телевизията – „Тема на деня“, което започва на 3 февруари 2006 година. По-късно е трансформирано в „Тази вечер“, а от 2009 година е с днешното си име.

## Отличия
През юли 2009 година предаването получава награда за професионалната си работа от Държавната агенция по туризма.